# Braniccy herbu Korczak

Herb wielki Branickich herbu Korczak jako hrabiów Imperium Rosyjskiego

Herb średni Branickich herbu Korczak

Braniccy herbu Korczak – polski ród arystokratyczny.

## Historia
Zdaniem Adama Bonieckiego, najprawdopodobniej Braniccy herbu Korczak pochodzą z Branicy w województwie lubelskim.
Fortuna Branickich, wyrosła dzięki aktywności politycznej i zapobiegliwości materialnej Franciszka Ksawerego Branickiego, który szczyt cynicznej walki o władzę i wpływy osiągnął żeniąc się z protegowaną (i przypuszczalnie córką) carycy Katarzyny II – Aleksandrą Engelhardt, a później przyłączając się do konfederacji targowickiej. Bazę jego sukcesu materialnego stanowiły ogromne dobra ziemskie na Kijowszczyźnie z centrum w Białej Cerkwi i rezydencją w Aleksandrii. Ojcem Franciszka Ksawerego był Piotr Branicki, był on kolejnym senatorem w tej rodzinie.
Franciszek Ksawery miał trzy córki i dwóch synów: Aleksandra, który umarł w młodym wieku po upadku z konia, i Władysława, który otrzymał od cara tytuł hrabiowski (według innej wersji tytuł ten tylko potwierdzono). Najstarszy syn Władysława – Ksawery był jedną z najwybitniejszych osobowości polskiej emigracji we Francji II poł. XIX w. Był aktywistą politycznym (ze względu na swe poglądy nazywany "czerwonym hrabią"), niezwykle sprawnym finansistą (zasługując się na tym polu dla rządu i społeczeństwa Francji) oraz kolekcjonerem. Pozostawał w dużej zażyłości z członkami najbliższej rodziny cesarza Napoleona III, których przyjmował w swej francuskiej posiadłości Montrésor. Jego głównym spadkobiercą był bratanek Ksawery Branicki. Wśród innych zasłużonych dla kultury polskiej potomków Władysława Branickiego wyliczyć można Aleksandra i Konstantego – zapalonych podróżników, przyrodników i kolekcjonerów.
Kres fortuny Branickich przyszedł wraz z rewolucją bolszewicką i utratą dóbr ukraińskich. Odbiło się to zwłaszcza na sytuacji finansowej Ksawerego Branickiego, który odziedziczywszy w 1892 r. dobra wilanowskie, zobowiązany został przez rząd odrodzonej Polski do łożenia znacznych środków na utrzymanie rezydencji wilanowskiej i zbiorów muzealnych.
Ród Branickich w linii  męskiej wymarł na Adamie Branickim w 1947 roku, a w linii żeńskiej - na Annie Branickiej-Wolskiej w 2023 roku.

## Znani członkowie
- Piotr Franciszek Branicki (zm. 1762) – ojciec Franciszka Ksawerego, kasztelan bracławski.
- Franciszek Ksawery Branicki (ok. 1730–1819) – hetman wielki koronny, targowiczanin.
- Władysław Grzegorz Branicki (1783–1843) – syn Franciszka Ksawerego, właściciel dóbr Biała Cerkiew.
- Ksawery Branicki (1816–1879) – syn Władysława Grzegorza, finansista, od 1847 r. działacz emigracyjny we Francji.
- Aleksander Branicki (1821–1877) – syn Władysława Grzegorza, właściciel dóbr Sucha, kolekcjoner, podróżnik, przyrodnik.
- Konstanty Branicki (1824–1884) – syn Władysława Grzegorza, ornitolog, podróżnik i kolekcjoner.
- Władysław Michał Branicki (1826–1884) – syn Władysława Grzegorza, dziedzic dóbr Biała Cerkiew.
- Władysław Branicki (1848–1914) – syn Aleksandra, dziedzic dóbr suskich.
- Ksawery Branicki (1864–1926) – syn Konstantego, przyrodnik, ziemianin, od 1892 r. właściciel Wilanowa.
- Adam Branicki (1892–1947) – syn Ksawerego, ostatni z mężczyzn w rodzie Branickich herbu Korczak, ostatni właściciel Wilanowa przed jego nacjonalizacją.
- Anna Branicka-Wolska (1924-2023) – córka Adama, ostatnia z żyjących Branickich, żona Tadeusza Wolskiego.
- Beata Maria Branicka (1926–1988) – córka Adama, żołnierz AK, uczestnik powstania warszawskiego, żona Leszka Rybińskiego.
- Maria Branicka-de Virion (1923-1989) – córka Adama, żona Stanisława de Virion z rodu de Virionów h. Leliwa.

## Pałace

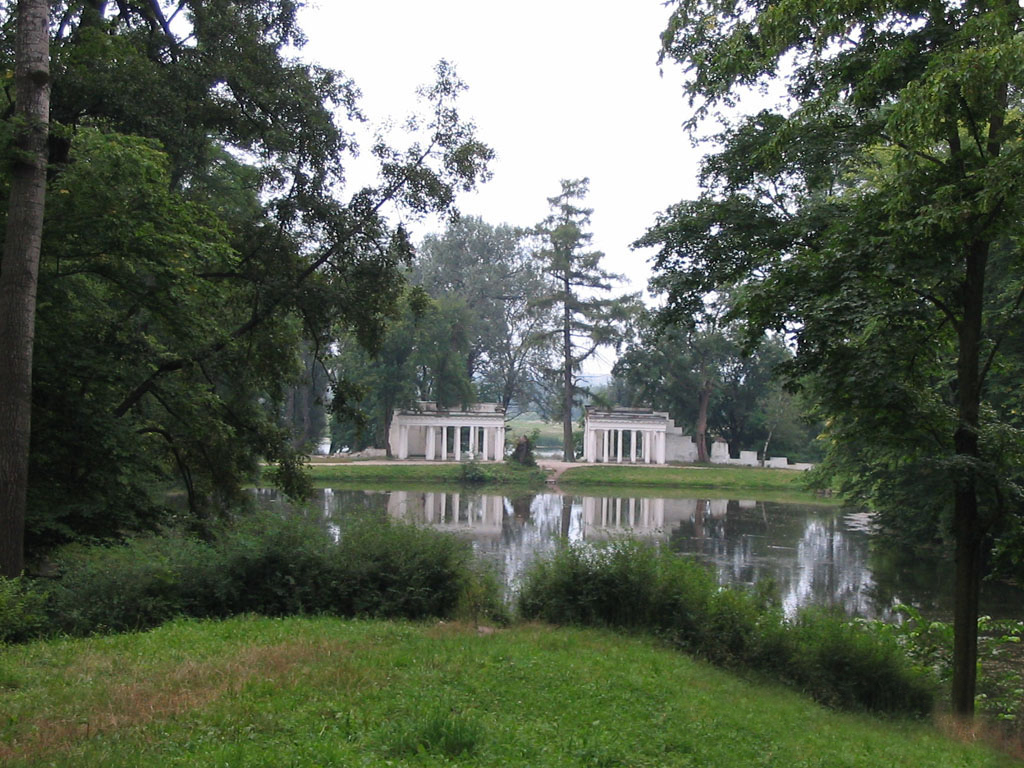
Ruiny pałacu w Aleksandrii
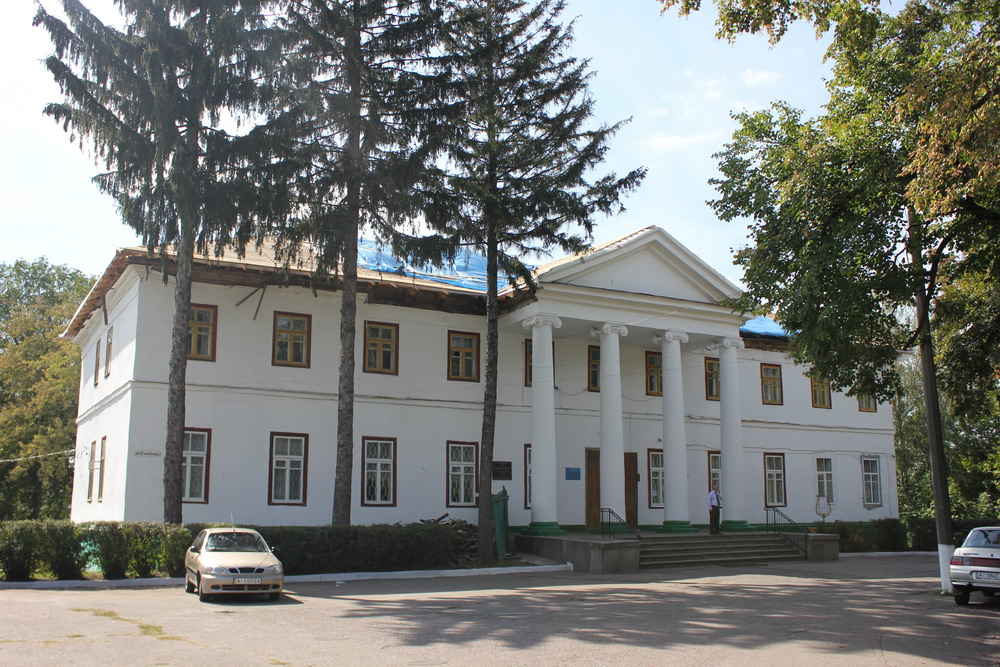
Pałac Zimowy w Białej Cerkwi
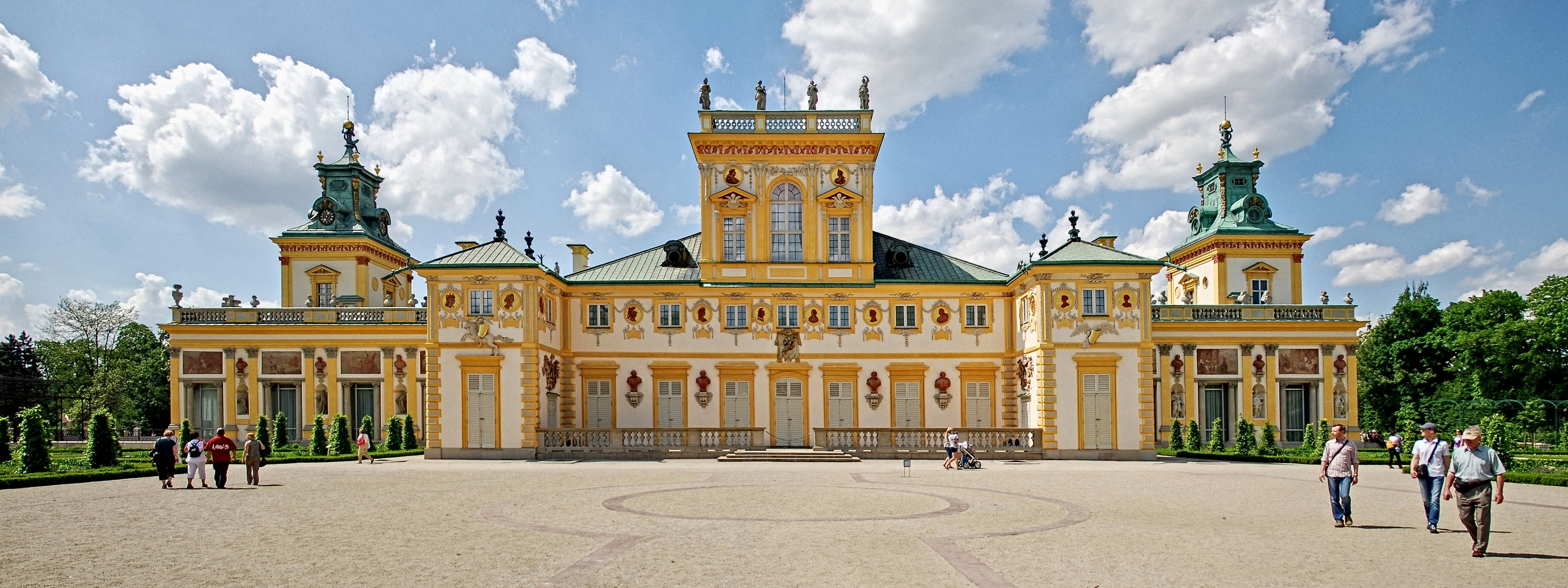
Pałac w Wilanowie
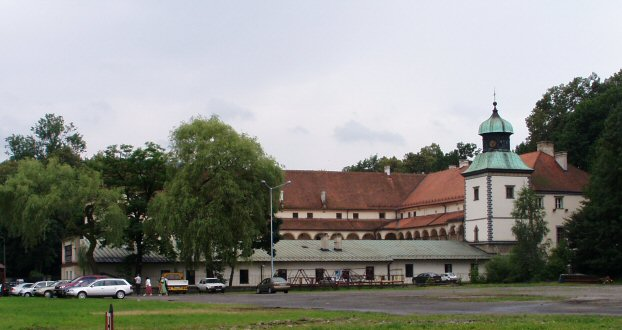
Zamek w Suchej Beskidzkiej
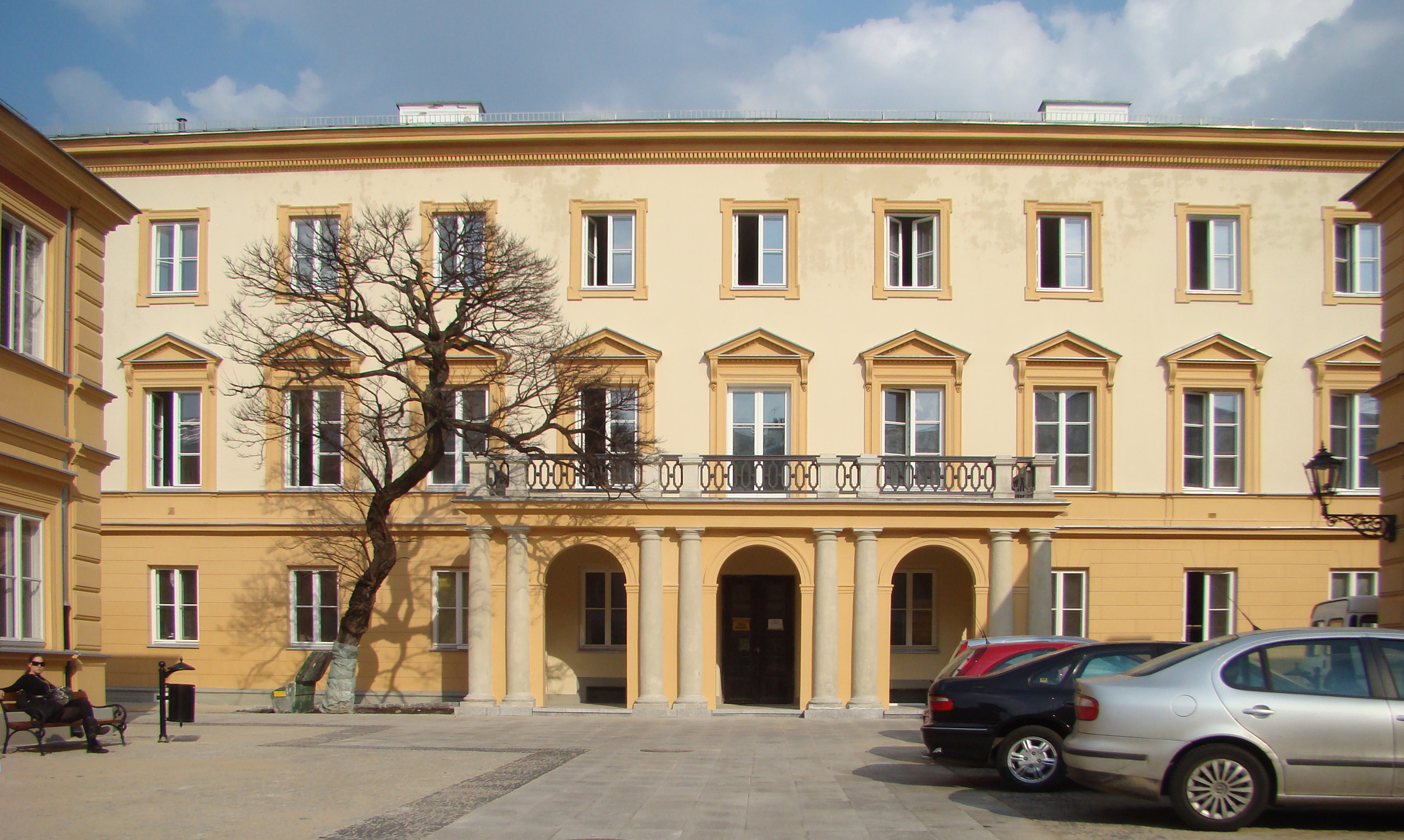
Pałac w Warszawie na Nowym Świecie
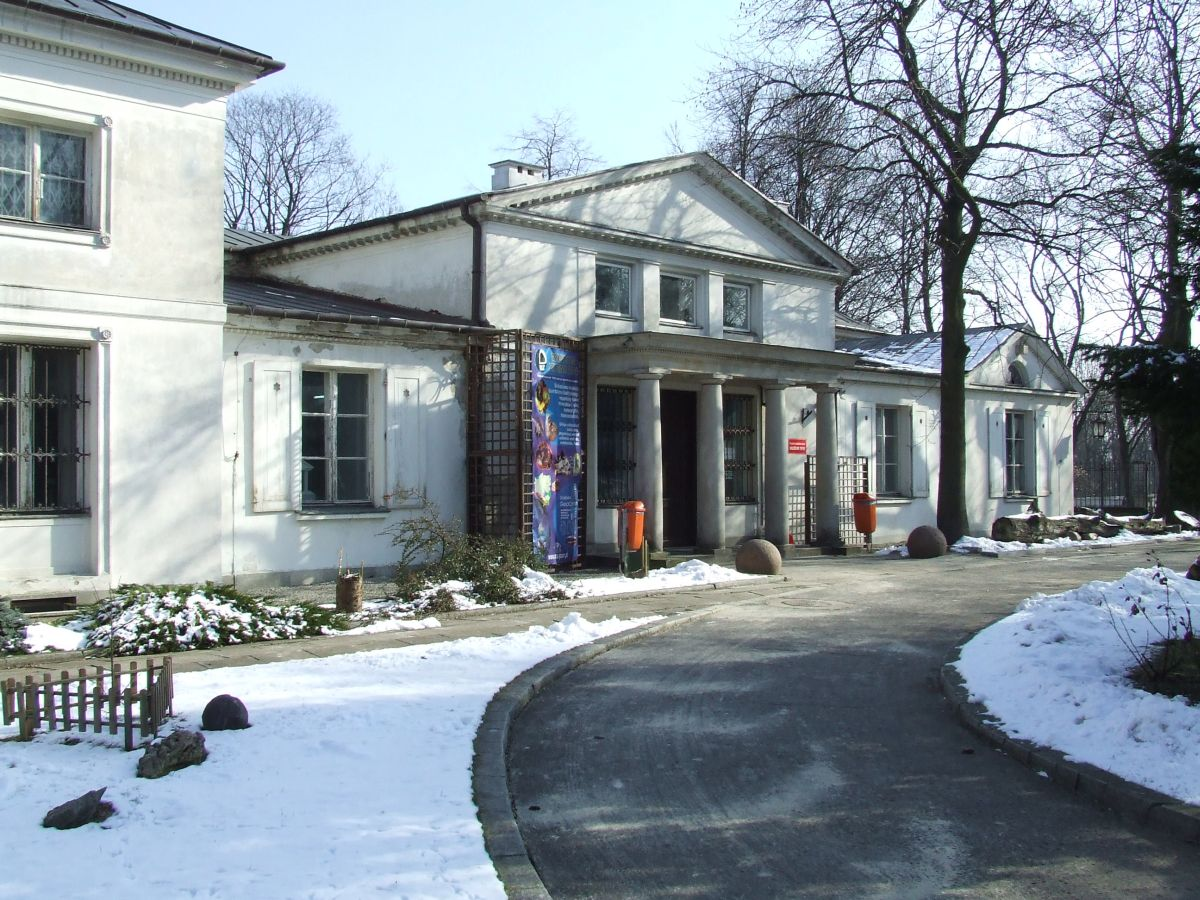
Biały Pałacyk na Frascati
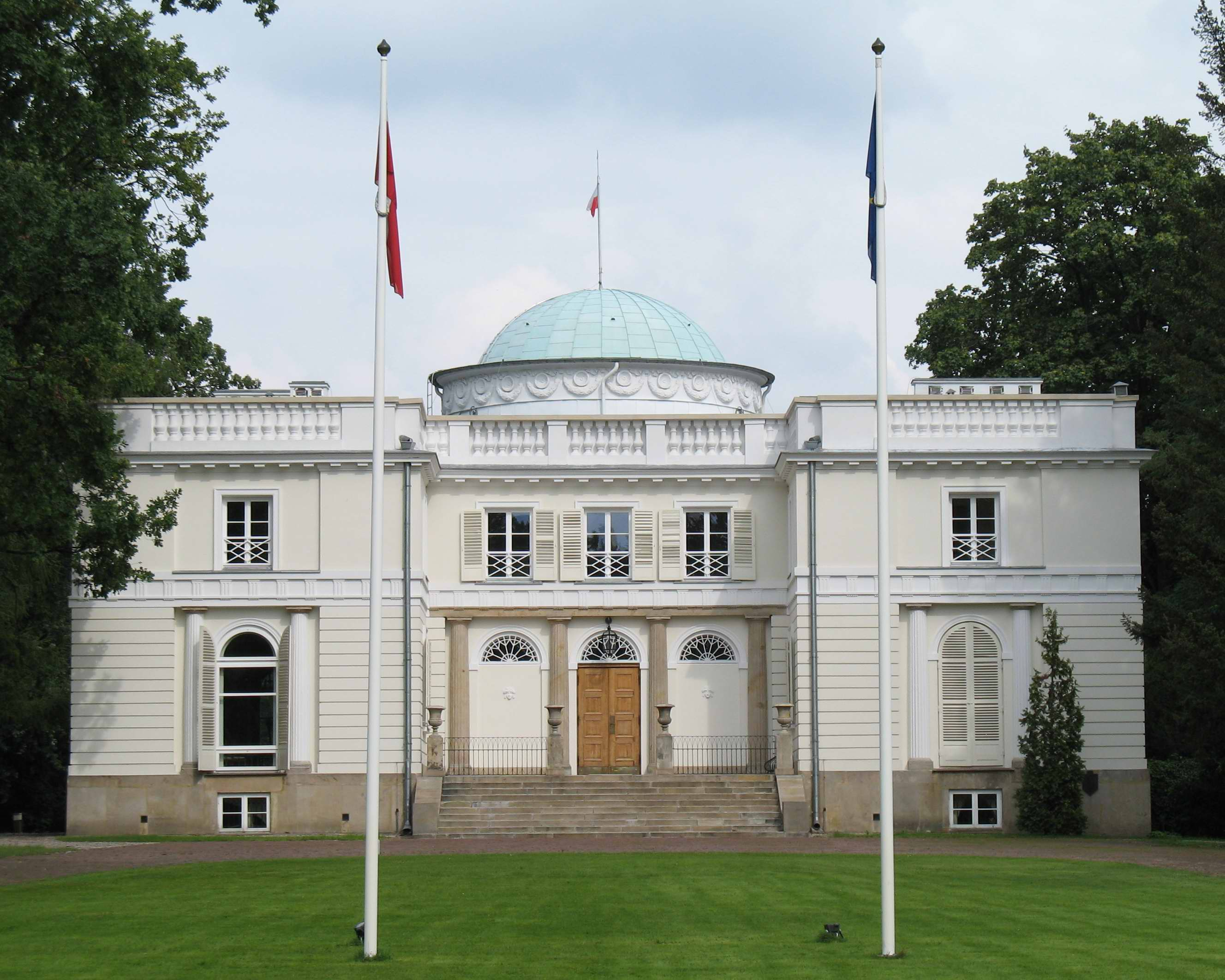
Pałac w Natolinie